# Omar Odishvili
Pas d'image ? Cliquez ici

a Compétitions nationales et continentales officielles uniquement.

b Matchs officiels uniquement.
Dernière mise à jour le 27 mars 2025.
Omar Odishvili, né le 2 juillet 1997, est un joueur géorgien de rugby à XV jouant au poste de pilier gauche.

## Biographie

### Jeunesse et formation
Omar Odishvili arrive au sein de la Section paloise en 2016 et intègre le centre de formation en 2017. Il possède un statut JIFF.
Il a été sélectionné par l'équipe de Géorgie des moins de 18 ans.

### Carrière professionnelle
Omar Odishvili joue essentiellement avec l'équipe espoirs de la Section paloise et ne fait que deux matchs de Challenge européen avec l'équipe professionnelle lors de la saison 2019-2020. Il est remplaçant lors du match de Challenge face au Leicester Tigers. Lors du match amical face au Yamaha Júbilo, il se blesse au genou.
En juin 2020, il n'est pas conservé par la Section paloise. Finalement, il signe son premier contrat pro en juillet 2020 et reste à la Section paloise. En novembre 2020, il joue son premier match en Top 14 à la Paris Défense Arena lors de la défaite paloise, 24 à 22, face au Racing 92. À l'issue de la saison 2020-2021, il n'est pas conservé par l'équipe béarnaise après avoir joué seulement 6 matchs toutes compétitions confondues.
En juin 2021, il s'engage pour deux saisons avec Soyaux Angoulême XV Charente en Nationale. Avec 20 matchs de championnat disputés, il participe grandement à la remontée du club en Pro D2 à l'issue de la saison 2021-2022. En juillet 2022, il prolonge son contrat jusqu'en 2024.
En juin 2024, il s'engage pour deux saisons avec le CA Brive,. Pour sa première saison, il ne dispute qu'un seul match lors de la 2e journée face à son ancien club de Soyaux Angoulême avant d'être écarté du groupe, puis de reprendre sa place et de se blesser au pouce gauche en mai 2025.

## Palmarès
Néant.